# Concepción Fernández de Navarrete
María Concepción Fernández de Navarrete (Ábalos, final s. XVIII—mitjan s. XIX) va ser una pintora espanyola, germana de Micaela.
Natural d'Ábalos (La Rioja), va ser filla de l'erudit i literat Martín Fernández de Navarrete, comentador del Quixot i secretari de la Reial Acadèmia de Belles Arts de Sant Ferran. El 16 de setembre de 1821 van ser creada, juntament amb la seva germana Micaela, acadèmica d'honor i de mèrit de dita acadèmia. A l'exposició organitzada per l'acadèmia aquell any va presentar una petit quadre titulat Venus tallant les ales a Cupido, una obra que va avalar els seus nomenaments. L'obra es conserva al Museu de la mateixa acadèmia.